# 小行星4890
小行星4890（英語：4890 Shikanosima）是一颗围绕太阳公转的小行星。1982年11月14日，香西洋树、古川麒一郎在木曾町发现了此天体。
这颗小行星的绝对星等为185.5063458336632等。